# حلقه ۲
حلقه ۲ (به ژاپنی: リング۲، رینگو ۲) یک فیلم ترسناک ژاپنی محصول سال ۱۹۹۹ است که دنباله فیلم حلقه (۱۹۹۸) می‌باشد.
حلقه ۲ چهار هفته پس از اولین فیلم اتفاق می‌افتد و مستقیماً داستان را ادامه می‌دهد که اکثر بازیگران حلقه نقش‌های خود را تکرار می‌کنند.

## انتشار
حلقه ۲ در ۲۳ ژانویه ۱۹۹۹ در ژاپن منتشر شد و توسط توهو توزیع شد. در فیلیپین، این فیلم با عنوان ندای شیطان در ۵ مارس ۲۰۰۳ منتشر شد. این فیلم در ۲۳ اوت ۲۰۰۵ مستقیماً به صورت ویدیویی در ایالات متحده منتشر شد.

## کتابشناسی
- Galbraith IV, Stuart (2008). The Toho Studios Story: A History and Complete Filmography. Scarecrow Press. ISBN 978-1461673743.